# Décès en mai 1926
Décès
- 1922
- 1923
- 1924
- 1925
- 1926
- 1927
- 1928
- 1929
- 1930

Pour une information complémentaire, voir la page d'aide.

| Date   | Nom            | Pays                   | Activités             | Âge | Source |
| ------ | -------------- | ---------------------- | --------------------- | --- | ------ |
| 21 mai | Ronald Firbank | Drapeau du Royaume-Uni | Écrivain britannique. | 40  |        |